# Асоціація європейських регіонів
Асоціáція Європéйських Регіóнів — об'єднання адміністративно-територіальних утворень з країн Європи. Основні напрями діяльності: обмін досвідом управління і господарювання, лобіювання інтересів регіонів в національних і міжнародних організаціях. Виникла у 1998 році. У 2000 році нараховувала 296 членів з 23 країн Європи. 
Існують також дрібніші міжнародні асоціації, створені для вирішення конкретних регіональних проблем. Прикладами таких асоціацій можуть бути:
1. Конференція периферійних приморських регіонів (The Conference of Peripheral Maritime Regions). Створена у 1973 році, налічує понад 100 членів. Виконує дві основні функції: виступає за перенесення економічної активности з центральних до периферійних і приморських територій, а також сприяє спільним ініціативам, що базуються на використанні ресурсів приморських територій;
2. Робоча група традиційних індустріальних регіонів (The Working Group of Traditional Industrial Regions) створена у 1984 році, об'єднує близько 20 регіонів Європи. Є класичним зразком об'єднання за спільними інтересами. Основною її метою є обмін досвідом та зміцнення зв'язків між індустріальними регіонами, лобіювання включення до нових пріоритетів структурних фондів фінансування регіонів з падінням виробництва промислової продукції;
3. «Чотири двигуни Європи» (Four Motors of Europe). Створена у 1988 році, об'єднує німецьку землю Баден-Вюртемберг, іспанську Каталонію, італійську Ломбардію і французький регіон Рон-Альпи. Основні напрямки співпраці: розвиток транспортної інфраструктури та комунікацій, співпраця в галузі нових технологій, освіти і науки. У 1995 році підписано документ про спільну європейську стратегію «Чотирьох двигунів Європи».